# Ritli László
Ritli László (románul Ladislau Ritli, Nagyvárad, 1948. június 8. –) romániai magyar politikus, a Romániai Magyar Demokrata Szövetség (RMDSZ) tagja, a pediátria, az onkológia és a hematológia területén szaktekintélynek számító orvos.

## Élete
Temesváron végezte el az orvosi egyetemet, majd a hetvenes és a nyolcvanas években a vaskohsziklási városi kórházat irányította, illetve ellenőrként dolgozott a Bihar megyei Közegészségügyi Igazgatóságon. 1990-ben kinevezték a nagyváradi gyermekkórház igazgató-helyettesévé. 2002 és 2003 között a Nagyváradi Gyermekklinika főigazgatója, 2003 és 2009 a Bihar megyei Közegészségügyi Igazgatóságának vezetője, majd 2009 és 2011 között a nagyváradi „Dr. Gavril Curteanu” Kórház orvos-igazgatója, közben a Nagyváradi Állami Egyetem orvostudományi karán tanított.
2011. augusztus 18-án a második Boc-kormány egészségügyi miniszterét, Cseke Attilát váltotta a tisztségben, aki azért mondott le, mert a költségvetés-kiigazításkor a szaktárca nem kapta meg az igényelt összegeket.